# Rettungsdienst Bern
Der Rettungsdienst Bern, früher Sanitätspolizei Bern umgangssprachlich nur Sano genannt, ist eine Rettungsorganisation und Dienstabteilung des Sicherheitsdepartements der Stadt Bern. Der Rettungsdienst Bern ist Teil von Schutz und Rettung Bern, der Rettungsorganisation und gleichzeitig Abteilung der Verwaltung der Stadt. Als einer von total acht Rettungsdiensten im Kanton Bern führt Rettungsdienst Bern Rettungsdienstleistungen in der Stadt Bern und weiteren 37 Gemeinden durch und ist damit für zirka 550.000 Einwohner zuständig. Am 18. November 2024 wurde die Sanitätspolizei Bern in Rettungsdienst Bern umbenannt.

## Geschichte
Zwar gab es schon seit den 1880er-Jahren einen Militärsanitätsverein in Bern und seit 1885 einen Samariterverein, der den Krankentransport in Bern durchführte. Aber die 1890 aufgrund einer Grippeepidemie von der Stadt Bern beschaffte pferdebespannte Ambulanz konnte nur sporadisch von den ehrenamtlichen Mitgliedern des Samaritervereins besetzt werden. 1897 wurde eine zweite Ambulanz durch die Stadt angeschafft. Im Bericht des Berner Gemeinderats vom 18. November 1904 wird der Name Sanitätspolizei das erste Mal genannt. Damit gilt der 18. November 1904 als Geburtsstunde der Sanitätspolizei, einer Abteilung der damaligen Berner Stadtpolizei. Am 1. August 1905 wurde der erste «Sanitätsgehülfe», der Zimmermann Alfred Burla von der Stadt Bern angestellt. Er verfügte über eine Ausbildung zum «Samariter». 1907 verfügte die Sanitätspolizei über 6 hauptamtliche «Sanitätsgehülfen».
1917 wurde das erste Automobil in Betrieb genommen und 1919 die Sanitätspolizei auf 12 Angestellte aufgestockt. Die Spanische Grippe forderte in Bern über 600 Menschenleben, deshalb war eine Aufstockung durch hauptamtliches Personal eine Notwendigkeit. 1925 wurden die bis dahin elektrisch angetriebenen Ambulanzen durch Fahrzeuge mit Verbrennungsmotor ersetzt. 1959 wurde Blaulicht und Martinshorn auf den Fahrzeugen installiert.
Per 1. Januar 2020 fusionierte Sanitätspolizei Bern mit der städtischen Abteilung «Feuerwehr, Zivilschutz und Quartieramt FZQ der Stadt Bern» und wurde Teil der Rettungsorganisation Schutz und Rettung Bern. Die Mitarbeiter sind in militärische Dienstgrade eingeteilt. Seit 1. September 2023 ist Meinrad Lienert Kommandant der Sanitätspolizei.
Der Name Sanitätspolizei war nicht unbestritten, den trotz des Namens verfügen die Mitarbeiter der über keine polizeilichen Befugnisse. Immer wieder sorgte der Namensteil «Polizei» für Missverständnisse führte insbesondere bei Touristen für Verwirrung. Eine von Mitarbeitern angestossene Debatte, nahm die Bereichsleitung zum Anlass, den Begriff Sanitätspolizei infrage zu stellen und innerhalb des gesamten Korps breit zu diskutieren. In einer Abstimmung, an welcher knapp 90 Prozent der Mitarbeitenden teilnahmen, sprach sich eine Mehrheit für den Begriff Rettungsdienst Bern als neue Bezeichnung aus. Der Begriff reflektiere klar und eindeutig die Kompetenzen und Leistungen der Organisation und vermeide so gleichzeitig Missverständnisse und irreführende Ableitungen. Nach genau 120 Jahren seit ihrer Gründung wurde die Sanitätspolizei Bern schliesslich am 18. November 2024 in Rettungsdienst Bern umbenannt.

## Fakten
Die Mitarbeiter sind in militärische Dienstgrade eingeteilt. Heute beschäftigt der Rettungsdienst Bern zirka 110 Personen, darunter Notärzte und Rettungssanitäter HF. Die Rettungssanitäter HF müssen sich einer jährlichen Fortbildung von 40 Stunden unterziehen. Rettungsdienst Bern betreibt eine eigene Ausbildungsstätte für Rettungssanitäter HF. Die Ausbildung dauert drei Jahre. Neben dem Rettungsdienst ist der Rettungsdienst Bern auch für die Wasserrettung zuständig und betreibt eine eigene Tauchergruppe. Der Rettungsdienst Bern verfügt über 31 Fahrzeuge und 6 Boote. Unter anderem werden zwei Notarztzubringer-Fahrzeuge betrieben, ein Rettungswagen für Intensivtransporte und zwei Rettungswagen für den Neugeborenentransport. Eine mobile Sanitätshilfsstelle zur Betreuung von 50 Personen gehört auch zum Fuhrpark.
Der Kanton Bern schreibt den Rettungsorganisation bei Notfalleinsätzen mit Beeinträchtigung der Vitalfunktionen (akute Lebensgefahr), eine Ambulanz spätestens 30 Minuten nach Alarmierung vor Ort sein muss. Dies betrifft rund 80 % aller Einsätze.
Im internationalen Vergleich gilt diese Definition als aussergewöhnlich lang. (In Baden-Württemberg 95 % innerhalb 15 Minuten, was auch schon als zu lang kritisiert wird). 2022 konnte der Rettungsdienst Bern in 98 % der Einsätze den Unglücksort innerhalb von 15 Minuten erreichen. Rettungsdienst Bern ist für eine Region mit 38 Gemeinden, 431 Quadratkilometer Fläche und zirka 320 000 Einwohner zuständig. Sie betreut damit 31 % des Kantons-Gebietes.
2022 rückte Rettungsdienst Bern im Durchschnitt 68 Mal pro Tag aus und leistete total 24'821 Einsätze, davon 18'568 Primär-Transporte und 2'809 Sekundär-Transporte.